# Comté de Deux-Montagnes
Pour les articles homonymes, voir Deux-Montagnes (homonymie).
Le comté de Deux-Montagnes était un comté municipal du Québec ayant existé entre 1855 et 1er janvier 1983. 
Le territoire qu'il couvrait est aujourd'hui compris dans la région administrative des Laurentides et correspond à la totalité de l'actuelle municipalité régionale de comté (MRC) de Deux-Montagnes, à une petite partie de la MRC de la Rivière-du-Nord et à la plus grande partie de la ville de Mirabel. Son chef-lieu était la municipalité de Sainte-Scholastique.

## Municipalités situées dans le comté
| Nom                                                                      | Origine et évolution durant l'existence du comté | Changements survenus après la disparition du comté | Références |
| ------------------------------------------------------------------------ | --- | -------------------------------------------------- | ---------- |
| Deux-Montagnes                                                           | détaché de Saint-Eustache en 1921 sous le nom de Saint-Eustache-sur-le-Lac; renommé Deux-Montagnes en 1963                                                                                |                                                    | [ 3 ]      |
| Mirabel                                                                  | créé en 1855 sous le nom de Sainte-Scholastique; renommé Mirabel en 1973 |                                                    | [ 4 ]      |
| Oka                                                                      | créé en 1875 sous le nom de L'Annonciation, municipalité de paroisse; renommé Oka en 1953                                                                                                 |                                                    | [ 5 ]      |
| Oka, municipalité de paroisse                                            | détaché de L'Annonciation, municipalité de paroisse, en 1918 sous le nom de L'Annonciation-Partie-Nord; renommé Oka, municipalité de paroisse en 1977                                     | fusionné à Oka en 1999                             | [ 5 ]      |
| Oka-sur-le-Lac                                                           | détaché de L'Annonciation, municipalité de paroisse, en 1942; fusionné à Oka en 1982 |                                                    | [ 6 ]      |
| Pointe-Calumet                                                           | détaché de Saint-Joseph-du-Lac en 1953 |                                                    | [ 7 ]      |
| Saint-Augustin                                                           | créé en 1855; la municipalité de village se détache de celle de paroisse en 1936; les deux sont fusionnées à Sainte-Scholastique en 1971                                                  |                                                    | [ 4 ]      |
| Saint-Benoît                                                             | créé en 1855; la municipalité de village de même nom s'en détache en 1936; les deux sont fusionnées à Sainte-Scholastique en 1971                                                         |                                                    | [ 8 ]      |
| Saint-Canut                                                              | détaché de Saint-Colomban, Sainte-Scholastique et Saint-Hermas en 1857; fusionné à Sainte-Scholastique en 1971                                                                            |                                                    | [ 4 ]      |
| Saint-Colomban                                                           | créé en 1855 |                                                    | [ 9 ]      |
| Sainte-Marthe-sur-le-Lac                                                 | détaché de Saint-Eustache en 1960 |                                                    | [ 10 ]     |
| Sainte-Monique                                                           | détaché de Saint-Augustin, Sainte-Scholastique, Saint-Canut, Sainte-Thérèse-de-Blainville et Saint-Janvier-de-Blainville en 1872; fusionné à Sainte-Scholastique en 1971                  |                                                    | [ 4 ]      |
| Saint-Eustache                                                           | La municipalité de village avait été créée en 1848, avant la création du comté; la municipalité de paroisse est créée en 1855; les deux sont fusionnées en 1972                           |                                                    | [ 11 ]     |
| Saint-Hermas                                                             | créé en 1855; ; fusionné à Sainte-Scholastique en 1971 |                                                    | [ 4 ]      |
| Saint-Jérôme (la partie qui était dans la seigneurie des Deux-Montagnes) | détaché de Saint-Jérôme-de-la-Rivière-du Nord en 1856 |                                                    | [ 12 ]     |
| Saint-Joseph-du-Lac                                                      | détaché de Saint-Eustache, municipalité de paroisse, et Saint-Benoît en 1856 sous le nom de Patronage-de-Saint-Joseph; renommé Saint-Joseph-du-Lac par l'usage, et officiellement en 1969 |                                                    | ,          |
| Saint-Placide                                                            | créé en 1855; la municipalité de village se détache de celle de paroisse en 1950 | les deux municipalités sont fusionnées en 1994     | ,          |

## Formation
Le comté de Deux-Montagnes comprenait lors de sa formation les paroisses et établissements de Saint-Eustache, Saint-Augustin, Saint-Benoît, Sainte-Scholastique, Saint-Colomban, L'Annonciation du Lac des Deux-Montagnes, Saint-Joseph du Lac, Saint-Canut, Saint-Placide, Saint-Hermas, Sainte-Monique et une partie de Saint-Jérôme.